# 英國美洲殖民地
英國美洲殖民地（英語：British colonization of the Americas）（包括英格兰的美洲殖民地和蘇格蘭的美洲殖民地）始於1607年弗吉尼亚州的詹姆斯鎮，並在全美洲建立殖民地時達到顛峰。英國是美洲最大的殖民者之一，其美洲殖民地以軍事和經濟上的力量與西班牙美洲殖民地相抗衡。
大英帝国在18世紀的鼎盛時期，於美洲建立了3種類型的殖民地：特許殖民地、專有殖民地和直轄殖民地。1770年代有13個殖民地進行革命成功，脫離英國並建立了今天的美国。拿破崙戰爭（1803-1815）結束後，美洲的英國殖民地逐漸轉向責任政府制。1838年，達勒姆報告建議加拿大全面改採責任政府制，但實施不到十年。之後，隨著加拿大聯邦的成立，加拿大殖民地開始享有高度自治權，1867年更成為自治殖民地。美洲的其他殖民地獨立速度較為遲緩。最終，北美的兩個國家、加勒比地區的十個國家和南美洲的一個國家也都從英國獲得獨立。這些國家除了美國以外都是大英國協的成員，並有九個屬於大英國協王國。目前在美洲的八個英國海外領土亦享有不同程度的自治。

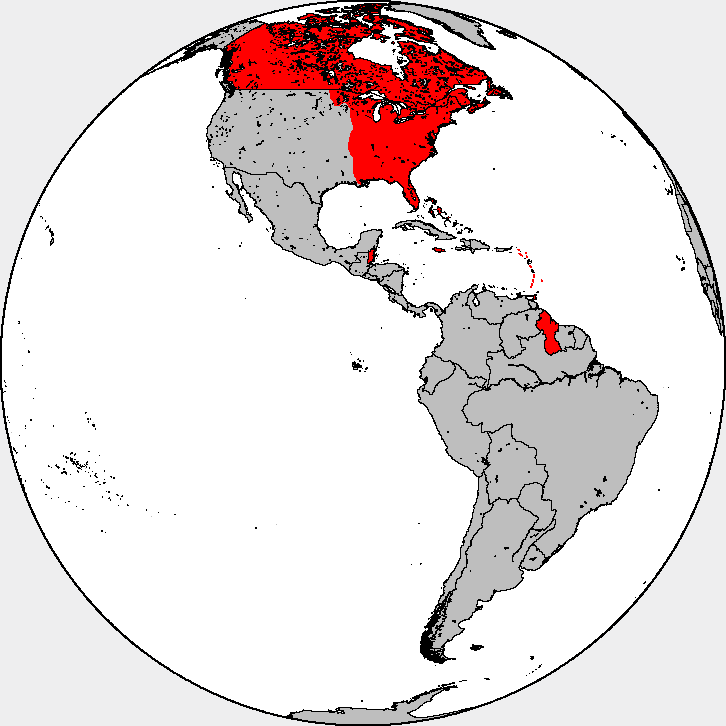
英國在美洲的殖民地

## 北美洲

### 英國前北美殖民地

#### 英格蘭北美殖民地

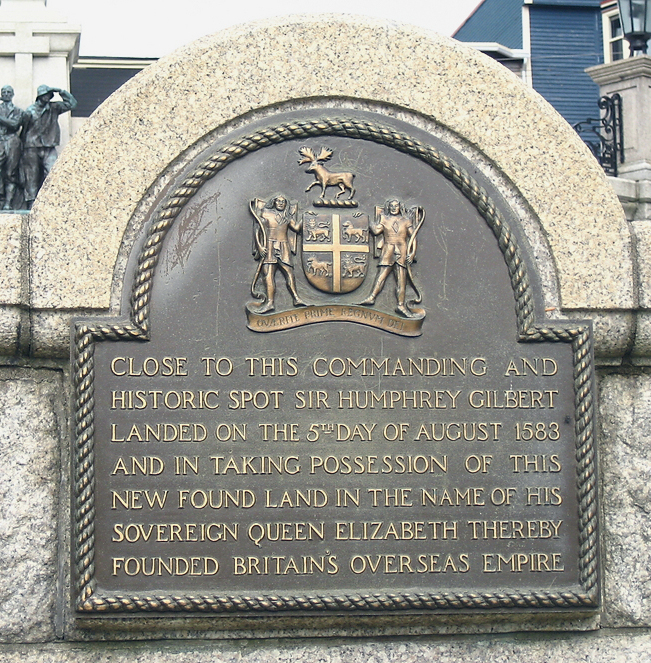
聖約翰斯的一塊銘文，紀念吉爾伯特在建立的大不列顛海外帝國

英格蘭根據專有總督制度設立了一些殖民地，其通常是委任給英格蘭的股份有限公司尋找並經營定居點。
- 1607年，維吉尼亞的詹姆斯敦由倫敦公司（又稱維吉尼亞公司）建立。
- 1610年起，在紐芬蘭的一家被稱為商業投資會（英语：Society of Merchant Venturers）之特許公司在凱爾特灣（英语：Cuper's Cove）建立了永久定居點。
- 圣乔治斯於1612年由維吉尼亞公司成立。

1664年，英國接管了荷蘭殖民地的新尼德兰（包括其首府新阿姆斯特丹），將其改稱紐約省。在新尼德兰，英格蘭人也控制了荷蘭人征服的新瑞典（今特拉華州）。1680年賓夕法尼亞成立後，此地成為賓夕法尼亞的一部分。

#### 蘇格蘭北美殖民地
蘇格蘭王國曾在達里恩建立一個失敗的殖民地，新斯科舍省在1629年到1632年被蘇格蘭殖民。數千名蘇格蘭人在1707年兩國聯合之前也參加了英格蘭的殖民統治。

### 英國北美殖民地
1713年，大不列顛王國取得了阿卡迪亞的法屬殖民地，1763年又取得法属加拿大和西屬佛羅里達。在魁北克省改名之後，原法屬加拿大被分成兩個省份，即上下加拿大，由原來的下加拿大（今魁北克）和新成立的上加拿大（今安大略）組成。
在北部，哈德遜灣公司積極與美洲原住民交易毛皮，並與法國、原住民和梅蒂人的毛皮貿易商競爭。該公司控制了哈德遜灣的整個流域，稱為魯珀特地。北緯49度線以南一小部分的哈德遜灣流域在1818年条约簽訂後成為美國領土。
13個殖民地在美國獨立戰爭中背叛了大英帝國，該戰爭始於1775年，起因主要是代表權、地方法律和稅務的問題，其成立了美利堅合眾國，並在1783年9月3日簽訂巴黎條約，獲國際承認。

#### 英國和英格蘭在北美殖民地列表（按時間順序排列）

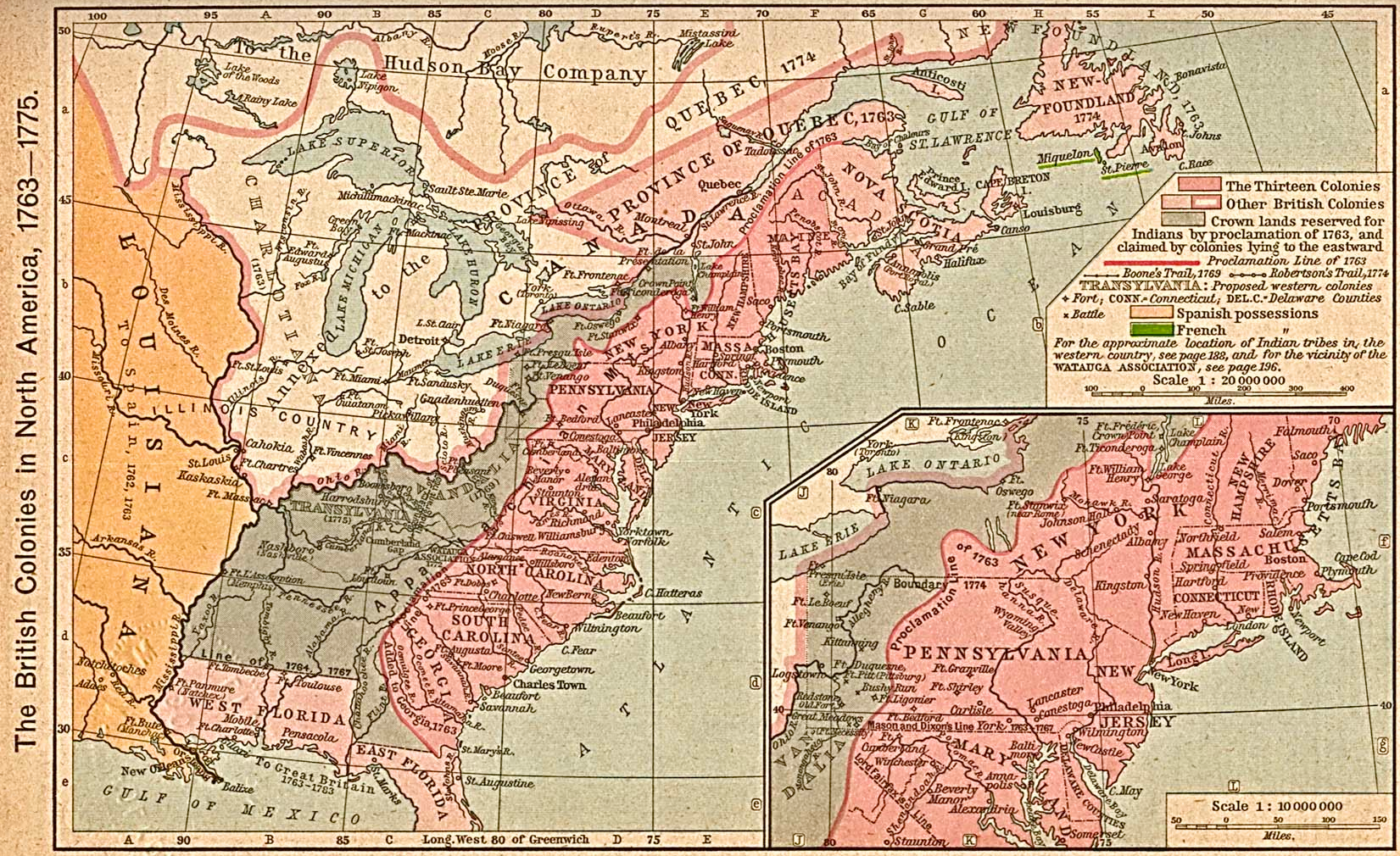
英國1763年至1775年間在北美的殖民地

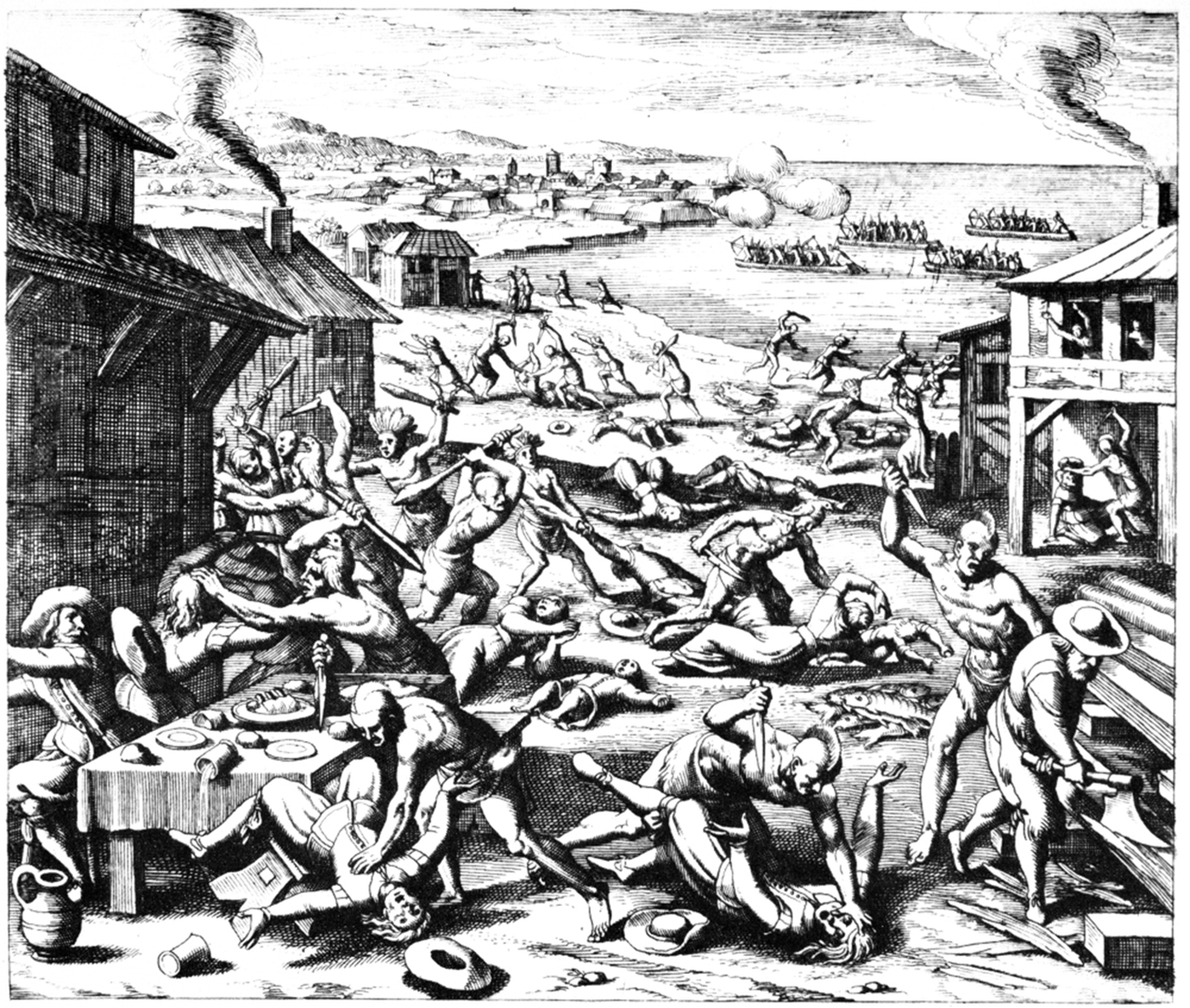
1622年詹姆斯顿大屠杀。不久南方的殖民者認為所有原住民都是敵人。

- 羅安諾克殖民地，始於1586年，次年放棄。1587年第二次嘗試殖民，後來殖民者失蹤（故也被稱為失落的殖民地）。
- 卡地混克島（英语：Cuttyhunk Island）
- 維吉尼亞公司，1606年創立，1624年成為殖民地
  - 倫敦公司
    - 詹姆斯鎮，成立於1607年（1610年放棄）
    - 百慕達
    - 亨利克斯（英语：Henricus），成立於1611年，其取代了詹姆斯沼澤地區，但在詹姆斯顿大屠杀時被毀。

  - 普利茅斯公司
    - 波潘殖民地（英语：Popham Colony），成立於1607年，放棄於1608年
- 商業投資會（英语：Society of Merchant Venturers）（紐芬蘭與拉布拉多省）
  - 凱爾特灣（英语：Cuper's Cove, Newfoundland and Labrador），成立於1610年，在1620年代被遺棄
  - 布里斯托爾的希望（英语：Subdivision 1I, Newfoundland and Labrador#Bristol's Hope），成立於1618年，1630年代被遺棄
- 倫敦和布里斯托爾公司（英语：London and Bristol Company）（紐芬蘭與拉布拉多省）1622年詹姆斯顿大屠杀。不久南方的殖民者認為所有原住民都是敵人。
  - 新坎布里奧（英语：New Cambriol），成立於1617年，在1637年之前被遺棄
  - 瑞紐斯（英语：Renews, Newfoundland and Labrador），成立於1615年，於1619年被遺棄[1]
- 聖約翰斯，汉弗莱·吉尔伯特在1583獲得統治權，約1520年代就已經有季節性的定居[2]；1620年前有非正式的全年定居[3][4]。
- 普利茅斯新英格蘭委員會（英语：Plymouth Council for New England）
  - 普利茅斯殖民地，始於1620年
- 菲力蘭（英语：Ferryland, Newfoundland and Labrador），1620年授予喬治·卡爾弗特，巴爾的摩初代男爵（英语：George Calvert, 1st Baron Baltimore），1621年8月有了第一批定居者[5]
- 緬因省，1622年授予，1677年賣給馬薩諸塞灣殖民地
- 南福克蘭（英语：South Falkland），1623年由亨利·卡利，第一代福克蘭子爵（英语：Henry Cary, 1st Viscount Falkland）創立
- 新罕布什爾省，後來的新罕布什尔州，1623年開始有人定居，參見新罕布什爾恩惠地（英语：New Hampshire Grants）
- 馬薩諸塞灣殖民地
- 新斯科舍省，1629年－1632年
- 康乃狄克殖民地，後來康乃狄克州的一部分，成立於1633年
- 英属马里兰省，後來的马里兰州，成立於1634年威廉·佩恩與印地安人的條約。佩恩的條約（英语：Penn's Treaty with the Indians）從未受到侵犯。

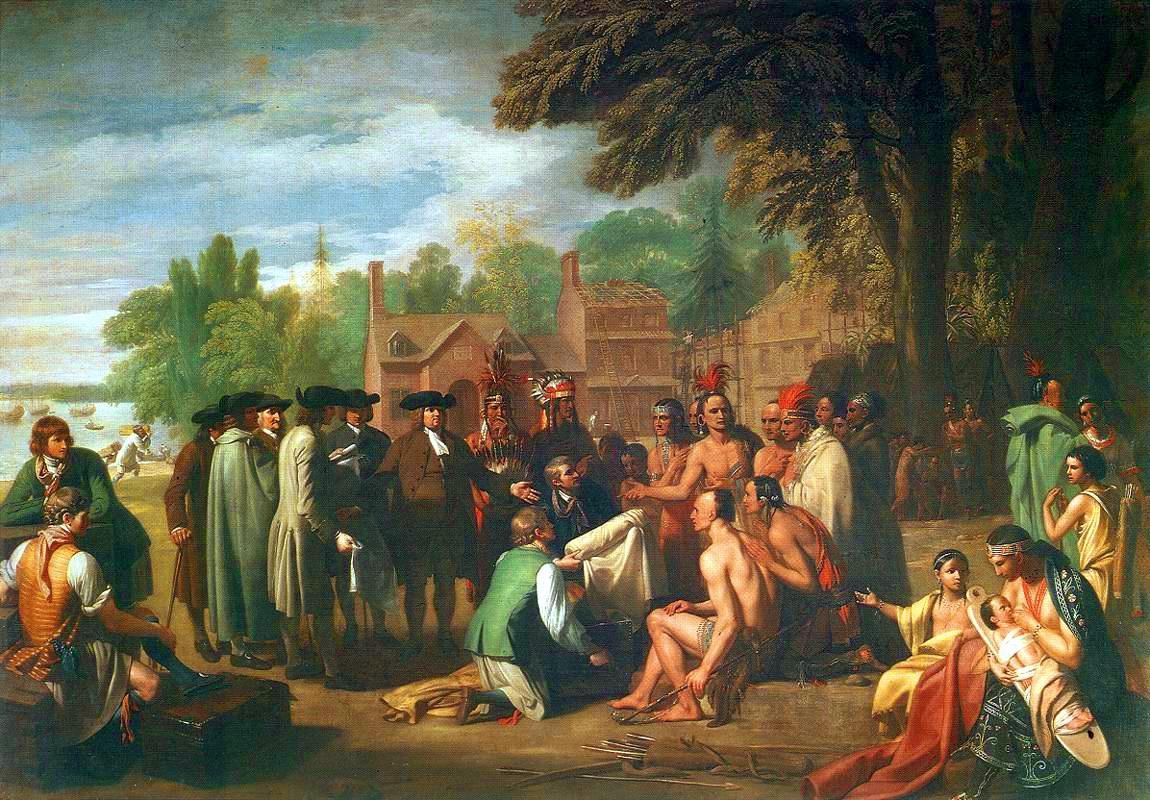
威廉·佩恩與印地安人的條約。威廉·佩恩與印地安人的條約從未受到侵犯。

- 新阿爾比恩省（英语：Province of New Albion）
- 塞布魯克殖民地（英语：Saybrook Colony），成立於1635年，1644年與康乃狄克合併
- 羅德島殖民地
- 紐黑文殖民地創立於1638年，於1665年與康乃狄克合併
- 加德納斯島，成立於1639年，現在是東漢普頓的一部分
- 纽约省，1664年獲得
- 紐澤西省，1664年獲得，1674年後被分成東澤西省與西澤西省，由不同的經營者所持有。
- 宾夕法尼亚省（後來的賓夕法尼亞州），1681年作為英國殖民地成立，惟首先由荷蘭和瑞典人定居
- 特拉华殖民地，後來的特拉華州，在1704年與賓夕法尼亞分離
- 卡羅萊納省
  - 北卡羅萊納省，1710年到1712年為獨立的殖民地。
  - 南卡羅萊納省，1710年到1712年為獨立的殖民地。
- 喬治亞省，後來的喬治亞州，1732年成立殖民地
- 新斯科舍省
- 魁北克省，法國統治時被稱為「加拿大」。加拿大是新法蘭西最安定的地區。1759年到1761年，英國在七年戰爭的英法北美战争時獲得法屬加拿大的完全控制權；法國於1763年在巴黎簽署了《巴黎条约》放棄該地。
- 東佛羅里達和西佛羅里達
- 聖約翰島
- 新不倫瑞克省，於1784年與新斯科舍省分離
- 安大略省，1791年與上加拿大分離直到1841年
- 加拿大省
- 溫哥華島殖民地（英语：Colony of Vancouver Island）
- 夏洛特皇后群島殖民地（英语：Colony of the Queen Charlotte Islands），成立於1852年，於1863年與溫哥華島殖民地合併。
- 不列顛哥倫比亞殖民地（英语：Colony of British Columbia）
- 不列顛哥倫比亞殖民地（英语：Colony of British Columbia (1866-1871)），1866年由溫哥華島和大陸殖民地合併成立。但不列顛哥倫比亞這個名字為溫哥華島殖民者所反對。

#### 英國在北美的非殖民地領土
- 鲁珀特地，哈德逊湾公司所有，1670年開始統治，1867年轉讓給加拿大政府，成為其西北地区
- 哥倫比亞區（英语：Columbia District），始於1821，1846年因《俄勒冈条约》簽訂而轉讓給美國
- 新喀裡多尼亞
- 史迪奇涅領地（英语：Stikine Territory），成立於1862年
- 北西領地
- 新阿尔比恩，從未統治、確切位置未知，但由弗朗西斯·德雷克爵士（Francis Drake）聲稱，也是英國在俄勒岡州邊界爭端期間向太平洋西北地區提出索賠的先例之一。
- 東南阿拉斯加狹地

## 中南美洲和加勒比海

### 英格蘭和後來的英國加勒比殖民地
按照定居或成立的順序：

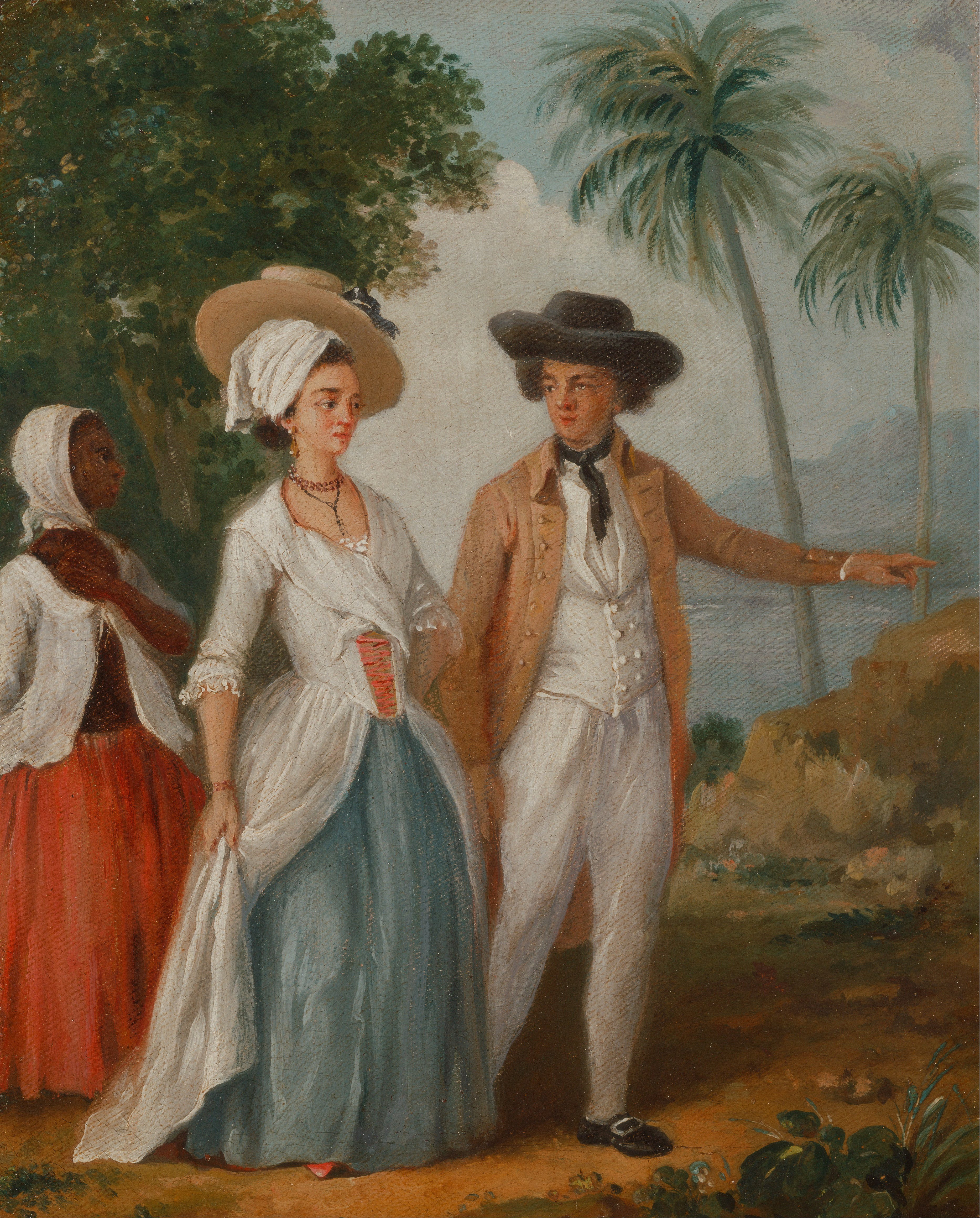
一位農民和他的妻子、一位僕人。約在1780年創作

- 圣基茨岛：該島由托馬斯·沃納爵士於1623年定居，次年也有法國人定居，英法兩國屠殺加勒比人後不斷爭奪此地。在巴黎條約簽訂之前主權已經兩次交替。1983年，該島作為聖克里斯多福及尼維斯的一部份獨立。
- 巴巴多斯：1625年，大英帝國聲稱擁有該島，1627年成為英裔荷蘭籍定居者威廉·柯亭的專有殖民地（英语：proprietary colony）。1966年成為獨立國家。
- 尼维斯：首個永久定居者在1628年定居，1983年成為聖克里斯多福及尼維斯的一部份。
- 普羅維登西亞島
- 安地卡島
- 巴布達島
- 蒙塞拉特島
- 巴哈马：1647年始有人定居，1973年獨立
- 安圭拉
- 牙买加：1655年遭西班牙征服，1962年獨立
- 英屬維爾京群島：1666年始有人定居，現仍是英國領土
- 開曼群島：1670年從西班牙處獲得，現仍是英國領土。
- 特克斯和凯科斯群岛
- 多米尼克
- 千里達及托巴哥
- 圣文森特和格林纳丁斯
- 格林纳达：1762年從法國處奪取。法國人從1779年至1783年間曾重新佔領，1974年獨立。
- 圣卢西亚：1778年從法國處獲得，但在1783年被奪回。1796年和1803年，其主權再次更替，1814年被英國永久吞併。其在1979年獨立。

### 英格蘭和後來的英國在中南美洲的殖民地
- 伯利兹[6]
- 蚊子海岸
- 英屬圭亞那
- 福克兰群岛

## 延伸閱讀
- Elliott, John H. Empires of the Atlantic world: Britain and Spain in America, 1492-1830 (Yale UP, 2007).
- Louis, William. Roger (general editor), The Oxford History of the British Empire
  - vol 1 The Origins of Empire ed. by Nicholas Canny
  - vol 2 The Eighteenth Century ed. by P. J. Marshall excerpt and text search
- Lloyd; T. O. The British Empire, 1558-1995 Oxford University Press, 1996 online edition （页面存档备份，存于）
- 彼得·詹姆·馬歇爾（英语：P. J. Marshall）. . 1996.excerpt and text search （页面存档备份，存于）
- Robinson, Howard . The Development of the British Empire (1922), 465pp edition
- Rose, J. Holland, A. P. Newton and E. A. Benians (gen. eds.), 劍橋大英帝國史（英语：The Cambridge History of the British Empire）, 9 vols. (1929–61); vol 1: "The Old Empire from the Beginnings to 1783" 934pp online edition Volume I （页面存档备份，存于）
- Sobecki, Sebastian. "New World Discovery". Oxford Handbooks Online (2015). DOI: 10.1093/oxfordhb/9780199935338.013.141
- Taylor, Alan. American Colonies: The Settling of North America (Penguin, 2002).

### 史學
- Canny, Nicholas. "Writing Atlantic History; or, Reconfiguring the History of Colonial British America." Journal of American History 86.3 (1999): 1093-1114. in  JSTOR （页面存档备份，存于）
- Hinderaker, Eric; Horn, Rebecca. "Territorial Crossings: Histories and Historiographies of the Early Americas," 威廉與瑪莉季刊（英语：William and Mary Quarterly）, (2010) 67#3 pp 395–432 in JSTOR （页面存档备份，存于）

## 外部連結
- 現代歷史資料手冊介紹了吉爾伯特訪問北美的情況 （页面存档备份，存于）